# 科布里约
科布里约（法語：Cobrieux，法語發音：[kɔbʁijø]）是法国上法蘭西大區北部省的一个市镇，属于里尔区。

## 地理
科布里约（50°32'38"N, 3°13'46"E）面积2.84 平方千米，位于法国上法蘭西大區北部省，该省份为法国最北部的省份及最长的省份，西北濒北海，西接加来海峡省，南至埃纳省和索姆省，东与比利时接壤。
与科布里约接壤的市镇（或旧市镇、城区）包括：布尔盖勒、巴希、锡苏万、热内、穆尚。

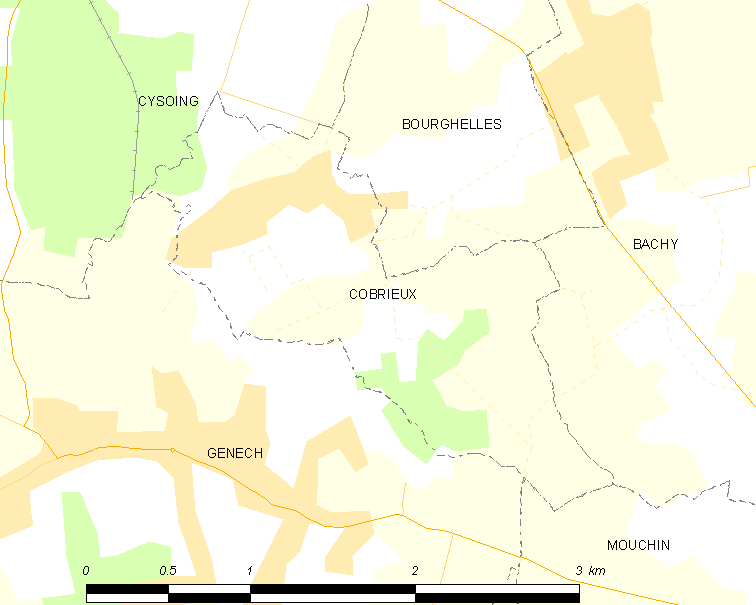
科布里约的OSM定位图

科布里约的时区为UTC+01:00、UTC+02:00（夏令时）。

## 行政
科布里约的邮政编码为59830，INSEE市镇编码为59150。

## 政治
科布里约所属的省级选区为佩韦勒地区唐普勒沃县。

## 人口

1962-2008年间科布里约人口变化图示

科布里约于2022年1月1日时的人口数量为553人。